# Milaan-San Remo 1925
De wielerwedstrijd Milaan-San Remo 1925 werd verreden op 29 maart van dat jaar.
Het parcours van deze 18e editie was 286,5 kilometer lang. De winnaar legde de afstand af in 10 uur en 19 minuten. Van de 66 gestarte renners finishten er 31. De Italiaan Costante Girardengo was de snelste. Er finishte amper één niet-Italiaan, namelijk de Zwitser Henri Colle op de 18de plaats.

## Deelnemende ploegen
| Deelnemende teams     | Deelnemende teams | Deelnemende teams  | Deelnemende teams |
| --------------------- | ----------------- | ------------------ | ----------------- |
| Wolsit-Pirelli        | Legnano-Pirelli   | Aliprandi-Pirelli  | Atala             |
| Christophe-Hutchinson | Olympia-Dunlop    | JB Louvet-Pouchois | Météore-Wolber    |

## Uitslag
| Plaats  | Naam                | Ploeg                 | tijd      |
| ------- | ------------------- | --------------------- | --------- |
| Winnaar | Costante Girardengo | Wolsit-Pirelli        | 10u19'00" |
| 2       | Giovanni Brunero    | Legnano-Pirelli       | z.t.      |
| 3       | Pietro Linari       | Legnano-Pirelli       | +15'00"   |
| 4       | Pietro Bestetti     | Wolsit-Pirelli        | +22'00"   |
| 5       | Ezio Cortesia       | Individueel           | +23'50"   |
| 6       | Giuseppe Pancera    | Aliprandi-Pirelli     | z.t.      |
| 7       | Alfredo Dinale      | Legnano-Pirelli       | +28'15"   |
| 8       | Marco Giuntelli     | Atala                 | z.t.      |
| 9       | Nello Ciaccheri     | Legnano-Pirelli       | z.t.      |
| 10      | Aleardo Menegazzi   | Individueel           | +33'20"   |
| 11      | Antonio Pancera     | Aliprandi-Pirelli     | z.t.      |
| 12      | Domenico Sangiorgi  | Individueel           | z.t.      |
| 13      | Alfonso Piccin      | Christophe-Hutchinson | +38'10"   |
| 14      | Antonio Tecchio     | Individueel           | +40'40"   |
| 15      | Gianbattista Gilli  | Olympia-Dunlop        | +46'40"   |
| 16      | Livio Cattel        | Individueel           | +47'40"   |
| 17      | Michele Robotti     | Individueel           | +53'50"   |
| 18      | Henri Colle         | JB Louvet-Pouchois    | +53'52"   |
| 19      | Romolo Lazzaretti   | Météore-Wolber        | +55'20"   |
| 20      | Gino Pertici        | Individueel           | +1u03'40" |

1907 · 1908 · 1909 · 1910 · 1911 · 1912 · 1913 · 1914 · 1915 · 1916 · 1917 · 1918 · 1919 · 1920 · 1921 · 1922 · 1923 · 1924 · 1925 · 1926 · 1927 · 1928 · 1929 · 1930 · 1931 · 1932 · 1933 · 1934 · 1935 · 1936 · 1937 · 1938 · 1939 · 1940 · 1941 · 1942 · 1943 · 1944 · 1945 · 1946 · 1947 · 1948 · 1949 · 1950 · 1951 · 1952 · 1953 · 1954 · 1955 · 1956 · 1957 · 1958 · 1959 · 1960 · 1961 · 1962 · 1963 · 1964 · 1965 · 1966 · 1967 · 1968 · 1969 · 1970 · 1971 · 1972 · 1973 · 1974 · 1975 · 1976 · 1977 · 1978 · 1979 · 1980 · 1981 · 1982 · 1983 · 1984 · 1985 · 1986 · 1987 · 1988 · 1989 · 1990 · 1991 · 1992 · 1993 · 1994 · 1995 · 1996 · 1997 · 1998 · 1999 · 2000 · 2001 · 2002 · 2003 · 2004 · 2005 · 2006 · 2007 · 2008 · 2009 · 2010 · 2011 · 2012 · 2013 · 2014 · 2015 · 2016 · 2017 · 2018 · 2019 · 2020 · 2021 · 2022 · 2023 · 2024 · 2025
Lijst van beklimmingen